# Melanie Barbezat
Melanie Barbezat (* 10. August 1991 in Biel) ist eine ehemalige Schweizer Curlerin. Zuletzt spielte sie als Lead im Team von Silvana Tirinzoni.

## Karriere
Barbezat begann ihre internationale Karriere nach einem Sieg bei der Schweizer Juniorinnenmeisterschaft bei der Juniorenweltmeisterschaft 2012, bei der sie das Schweizer Team als Skip auf einen achten Platz führte. Ein Jahr später spielte sie für die Berner Fachhochschule bei der Winter-Universiade 2013 als Second im Team von Michèle Jäggi. Die Schweizerinnen gewannen die Bronzemedaille. Mit dieser Mannschaft spielte sie auch auf der World Curling Tour und konnte dort 2012 das Internationale ZO Frauen Curlingturnier gewinnen.
Ab der Saison 2014/15 führte sie als Skip ein eigenes Team mit Carole Howard, Jenny Perret und Daniela Rupp. Die Mannschaft konnte auf der World Curling Tour die Dumfries Curling Challege 2014 und das Internationale ZO Frauen Curlingturnier 2016 gewinnen. Nach der Saison 2016/17 löste sich das Team auf.
2018 stiess sie zum Team von Silvana Tirinzoni, um dort Marlene Albrecht als Lead zu ersetzen. Mit diesem Team kam sie bei der Europameisterschaft 2018 in Tallinn in den Final und gewann nach einer Niederlage im Final gegen Schweden (Skip: Anna Hasselborg) die Silbermedaille. Bei der Weltmeisterschaft 2019 gelang die Revanche: die schwedischen Curlerinnen wurden im Final mit 8:7 besiegt, was den Weltmeistertitel bedeutete. Das Schweizer Team konnte den Titel in identischer Besetzung 2021 und 2022 verteidigen. 2022 nahm Barbezat mit dem Team an den Olympischen Spielen in Peking teil und belegte den 4. Platz.
Ende Saison 2022 trat Barbezat vom Spitzensport zurück.

## Privatleben
Barbezat arbeitete bis 2020 als Physiotherapeutin bei einem Schweizer Fitnesscenter. Seit 2020 besitzt und führt sie die The Physiotherapists Barbezat GmbH in Bern.